# Epicroesa chromatorhoea
Epicroesa chromatorhoea is een vlinder uit de familie van de roestmotten (Heliodinidae). De wetenschappelijke naam van de soort is voor het eerst geldig gepubliceerd door Diakonoff & Arita.